# Adrienne Thomas
Adrienne Thomas, właśc. Hertha Lesser (ur. 24 czerwca 1897 w Saint-Avold, zm. 5 listopada 1980 w Wiedniu) – niemiecka pisarka.

## Życiorys
Adrienne Thomas urodziła się jako Hertha Strauch 24 czerwca 1897 roku w żydowskiej rodzinie w Saint-Avold w wówczas niemieckiej Lotaryngii (na terenie obecnej Francji) . Rodzina Strauchów była właścicielem domu handlowego w Metz.
Dorastała w niemiecko-francuskiej strefie w Alzacji i Lotaryngii . Od 1904 roku mieszkała w Metz, gdzie uczyła się w liceum a później w szkole przemysłowej . Zrezygnowała z nauki, by pobierać prywatne lekcje śpiewu .
Po wybuchu I wojny światowej zgłosiła się na ochotnika do Czerwonego Krzyża i prowadziła dziennik z pracy na stacji kolejowej w Metz . Jej zapiski zostały wydane w 2004 roku pod tytułem Aufzeichnungen aus dem Ersten Weltkrieg, Ein Tagebuch .
W 1917 roku z powodu częstych nalotów bombowych wraz z rodziną przeprowadziła się do Berlina . Thomas zaczęła ponownie pobierać lekcje śpiewu . Początkowo pracowała jako guwernantka, a później jako siostra Czerwonego Krzyża w szpitalu wojskowym . W 1918 roku zły stan zdrowia uniemożliwił jej dalszą pracę w szpitalu . Przeniosła się do ciotki we Frankfurcie, która ufundowała jej studia śpiewacze w prywatnym konserwatorium . W 1921 roku poślubiła Artura Lessera, lekarza z Magdeburga, i wraz z mężem przeprowadziła się do jego rodzinnego miasta .
W Magdeburgu zarzuciła karierę śpiewaczą na rzecz pisarstwa. Jej pierwsze utwory były publikowane w „Vossische Zeitung” . Następnie pisała dla takich czasopism jak „Die Frau”, „Neue Wiener Tagblatt”, „Basler Nachrichten” czy „Neue Jüdische Gazeta” . W 1927 roku małżeństwo przeprowadziło się do Berlina . W 1930 roku Lesser zmarł . W tym samym roku Thomas wydała na podstawie swoich notatek z okresu I wojny światowej swoją pierwszą powieść, antywojenny utwór Die Katrin wird Soldat . W pierwszym roku sprzedano 100 tys. egzemplarzy powieści . Książka została przetłumaczona na 15 języków, a jej całkowity nakład wyniósł kilka milionów egzemplarzy . W 1987 roku na podstawie utworu powstał film . W 1933 roku, po dojściu nazistów do władzy, powieść została zakazana . Thomas była jednym z pierwszych autorów, których naziści uznali za „niepożądanych”  – jej nazwisko znalazło się na liście autorów zakazanych w III Rzeszy, a utwory zakazane. Pisarka wkrótce uciekła przez Szwajcarię do Francji, a później do Austrii . W Austrii wydała kolejne powieści Andrea i Viktoria .
Po aneksji Austrii przez Rzeszę Niemiecką w marcu 1938 roku Thomas uciekła przez Czechosłowację, Węgry, Jugosławię i Włochy do Francji . Dwa lata później została internowana w obozie dla kobiet w Paryżu, a wkrótce potem w obozie Gurs, z którego udało jej się uciec i we wrześniu 1940 roku wyjechać do Stanów Zjednoczonych . Wyjazd do USA umożliwił jej pisarz Hermann Kesten (1900–1996), który wystarał się o wizę dla pisarki . W USA Thomas utrzymywała się z tantiem za jej utwory wydane zagranicą . W 1942 roku została sekretarką europejskiego oddziału Free World Association i pracowała dla magazynu „Free World” . W USA wydała kolejne powieści, bazujące na doświadczeniach na wygnaniu, Reisen Sie ab, Mademoiselle! (1944) i Ein Fenster zum East River (1945) .
W 1947 roku pojechała za austriackim socjaldemokratą Juliusem Deutschem (1884–1968) do Austrii i osiadła w Wiedniu . Pisała wówczas m.in. dla dziennika „Neues Österreich” . W 1951 roku poślubiła Deutscha .
Thomas zmarła 5 listopada 1980 roku w Wiedniu .

## Prace
Lista wybranych utworów podana za Neue Deutsche Biographie :
- Die Katrin wird Soldat!, 1930; wydanie polskie: Catherine! Świat się pali!, autoryzowany przekład Marcelego Tarnowskiego. Warszawa: Wydawnictwo „Nowa Powieść”, 1937[5]
- Andrea. Erzählung für Jugendliche, 1937; wydanie polskie: Andrea. Powieść dla młodzieży. Przekład Anieli Waldenbergowej. Warszawa. Wydawnictwo J. Przeworskiego, 1939[6]
- Viktoria. Erzählung für junge Menschen, 1937; wydanie polskie: Wiktoria. Powieść dla młodzieży. Przekład Anieli Waldenbergowej. Warszawa. Wydawnictwo J. Przeworskiego, 1939[7]
- Von Johanna zu Jane, 1939
- Reisen Sie ab, Mademoiselle!, 1944
- Ein Fenster zum East River, 1945
- Ein Hund ging verloren. Erzählung für Jugendliche, 1953
- Markusplatz um vier, 1955